# Mánn Jolán
Mánn Jolán, Maán, Máhn (Buziás, 1850 – Budapest, 1909. július 20.) színésznő.

## Pályafutása
Maán Sámuel és Szentpéteri Róza leányaként született. Molnár György társulatában kezdte pályát 1867-ben a budai Népszínházban, ahol fél évvel annak bezárása előttig (1869. június 1.) működött. Ezután Miskolcon és Kecskemét játszott, ahol drámai szerepekben, valamint vígjátéki szendeként és naivaként láthatta a közönség. 1876-ban elhagyta a pályát. 1876-ig Aranyossy Gyula színigazgató felesége, később Chyzer Kornél Zemplén vármegyei főorvos neje volt. Halálát veselob okozta.

## Fontosabb szerepei
- Antónia (Czakó Zsigmond: Végrendelet)
- Márta (Feuillet: Delila)
- Flóra (Hegedűs Lajos: Hazatértek)

## Működési adatai
- 1867–69: Budai Népszínház; 1871–72: Miskolc; 1872–73: Szeged; 1873–74: Kecskemét; 1874–75: Aranyossy Gyula; 1875–77: Krecsányi Ignác.

## Irodalmi dolgozatai
- Utszélről. (Utirajzok az Aldunáról levelekben. Délmagyarországi Lapok 1887. 211-215. sz.)
- Vidék. Milyen egy kis város hete. (A Hét 1890. 6. sz.)
- Czukorgyárban. (Tárcza. Főv. Lapok 1890. 113. sz.)
- Hivogatás. (Uo. 174. sz.)
- Almádii csendélet. (A Hét 1890. 29. sz.)
- Crkvenicáról a magyar horvát tengerpartról. (Főv. Lapok 1891.)

## Műve
- Tizenhat nap az óceánon. Budapest, 1907.